# 祖母綠
祖母綠(emerald)，屬於寶石級綠柱石，傳統上為樞要寶石之一，用於製作宗教儀式用品和皇室珠寶。在礦物學尼克爾-斯特倫茨分類中屬於矽酸鹽礦物。在缺乏分子寶石鑑定技術的年代，所有綠色寶石都被稱為「祖母綠」。

## 歷史
祖母綠是一种很古老的寶石，在古埃及時代就已用做珠寶。當時的著名礦場－克利奥帕特拉（埃及艷后之名），現已因大量開採而耗竭。

## 產地
哥倫比亞是祖母綠的最大產地，佔全球祖母綠產量的七至九成。
在全球市場上所有的祖母綠之中，以哥倫比亞穆索礦區出產的祖母綠公認為最上乘，其品質是最佳的，價錢亦較由其他產地出產的祖母綠為高。鑑定哥倫比亞祖母綠的其中一項要件是寶石內必須含有三相物，所謂三相物，就是寶石的內含物同時俱有液體、氣體，和固體三樣特徵。
哥倫比亞以外的其他礦區則以巴西的（二相物）與尚比亞的產量最大。

## 原石與晶體
祖母綠屬綠柱石家族，為六方晶系。
祖母綠晶體常呈六方柱狀，少見椎面。柱面及底軸面有蝕坑。
由於生成於常受應力擠壓的岩層，祖母綠晶體外型幾乎都是破碎的，且有許多內含物，晶體完整者極為少見。

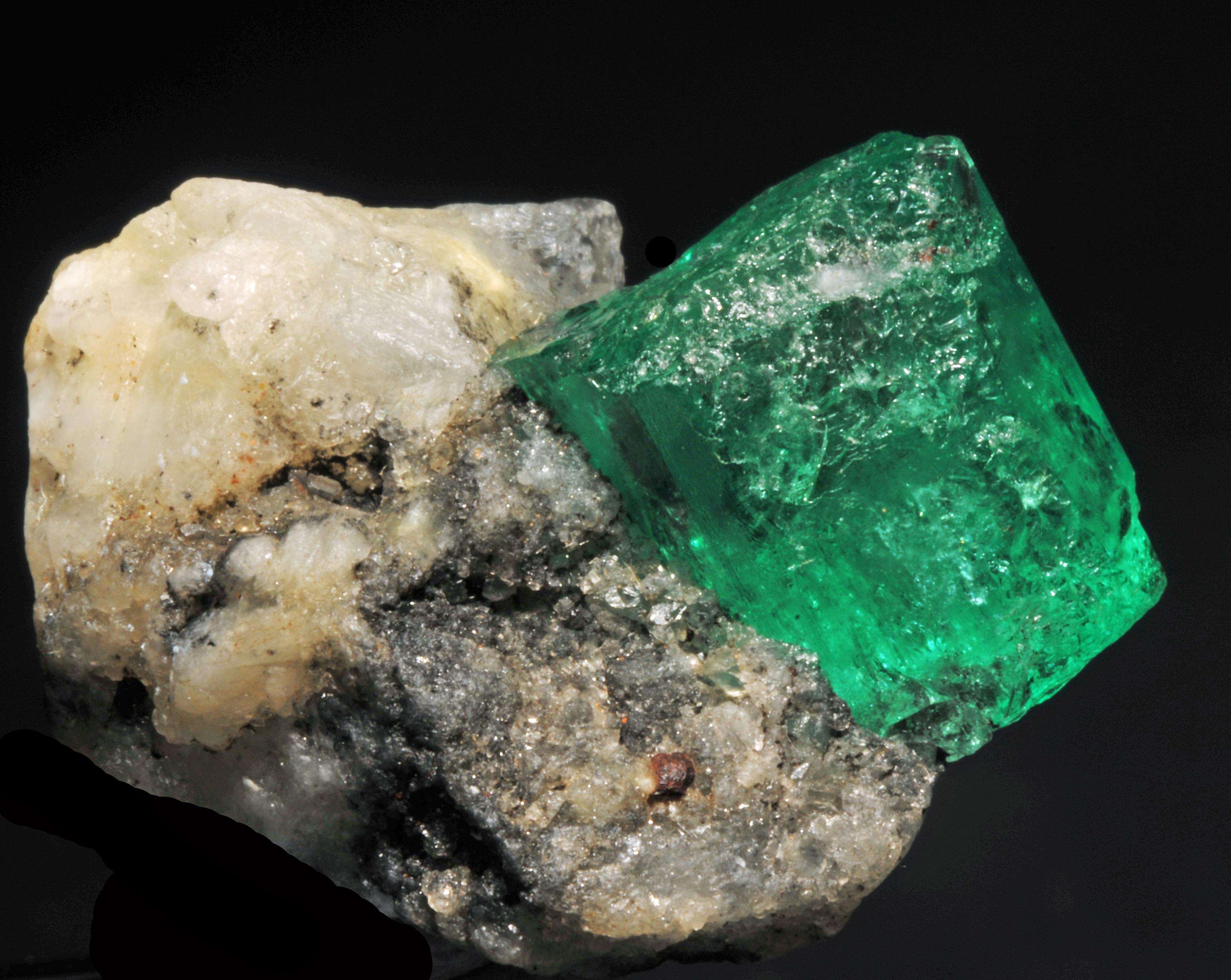
產自穆索（Muzo）礦區的祖母綠晶體
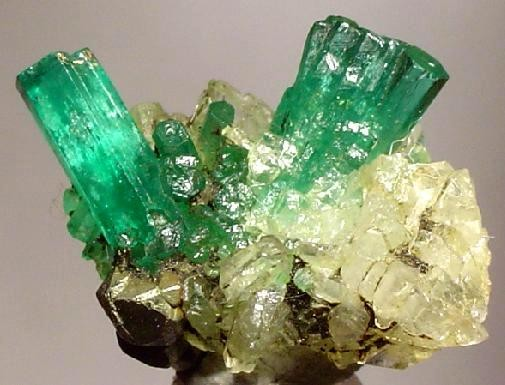
產自奇沃爾（Chivor）礦區的祖母綠晶體
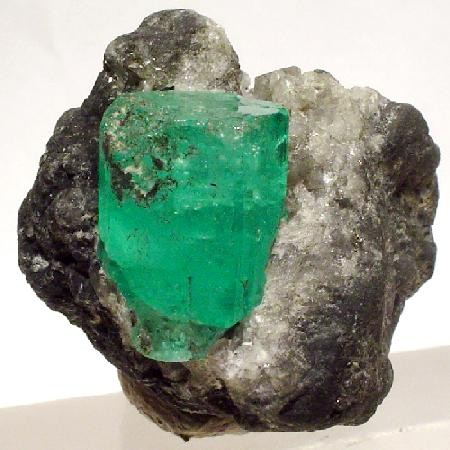
產自科斯凯茨（Coscuez）礦區的祖母綠晶體
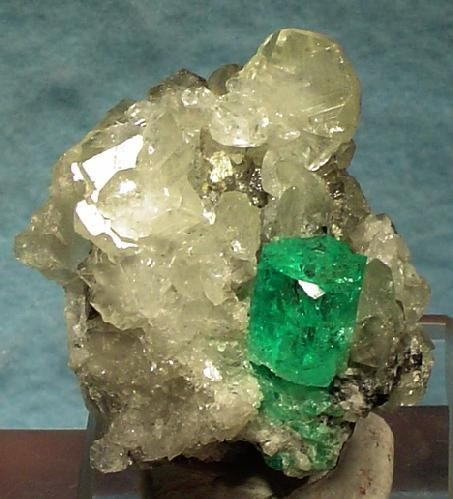
產自拉皮塔（La Pita）礦區的祖母綠晶體

## 顏色

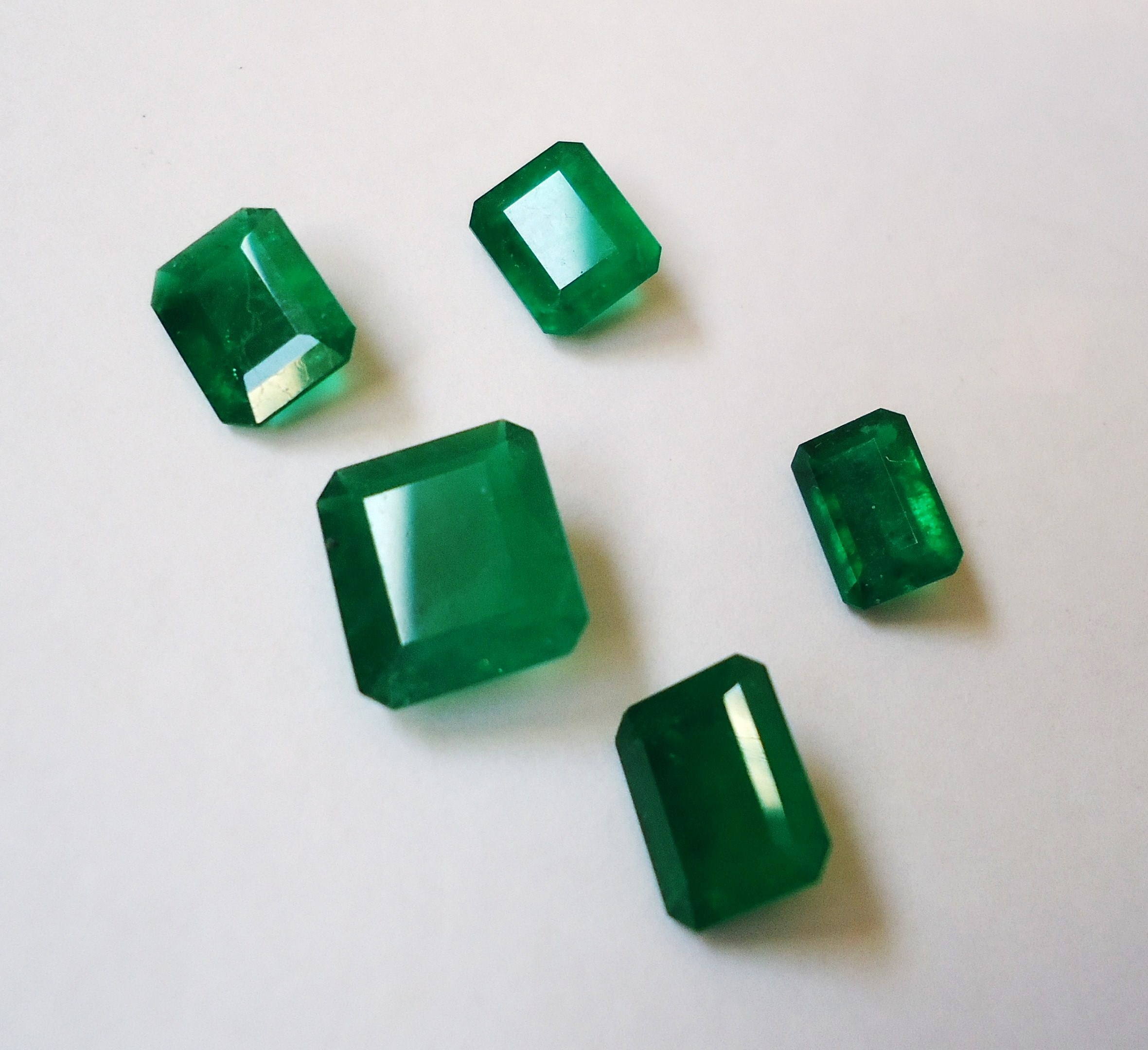
經切割的哥倫比亞祖母綠

祖母綠的綠色來自其內的鉻離子，此特點可以查爾斯濾色鏡觀察。在查爾斯濾色鏡下，由於鉻離子的存在，大部份的祖母綠會呈現暗紅色，其他綠色代用品則大多呈現暗綠色。這個法則僅可在辨識時作為參考，不能據以斷定真偽，因為某些非洲產的祖母綠，在濾色鏡下不呈紅色，反之，某些人造祖母綠則呈現強烈的紅色。

## 內含物
祖母綠很難找得到無瑕的寶石。實際上，可以說祖母綠寶石中一定多少有裂縫及內含物，其裂縫內含物種類之多之複雜，甚至被研究者稱為「花園」。內含物太多自然會影響寶石的價值，但對於寶石研究者來說，祖母綠的內含物是不可多得的樣本，藉由觀察到不同的內含物，可分辨出寶石產地的不同，及其生長環境。儘管祖母綠的內含物大大地影響了寶石的美觀，其優美的綠色仍無其他寶石足與其匹敵。

## 合成祖母綠
天然祖母綠與合成祖母綠的最顯著分别為內含物的特徵，天然祖母綠的內含物有着自然界獨有的不規則性，較有經驗的珠寶鑑定師可以單憑肉眼分辨出來。
合成祖母綠的努力可說是前仆後繼。合成祖母綠製作多以水熱法，而不用較常見的維紐爾法。維紐爾法只適合合成耐高溫的寶石，如剛玉類寶石和尖晶石，但祖母綠屬於矽酸鹽礦物，其成份在尚未到逹維紐爾法所要求的溫度便會分解。水熱法是將晶種置入含祖母綠成份的溶液之中，使其緩慢結晶，結晶之後的寶石是純淨無瑕的，而與天然祖母綠的諸多內含物情形不相當。因此，會在製程中，加入一些助熔劑，使人造祖母綠在結晶後，能產生狀似天然雲霧狀的內含物，由於助熔劑的種類不同，內含物的形狀也各異，往往能構成極有趣的圖案。

## 最佳化處理

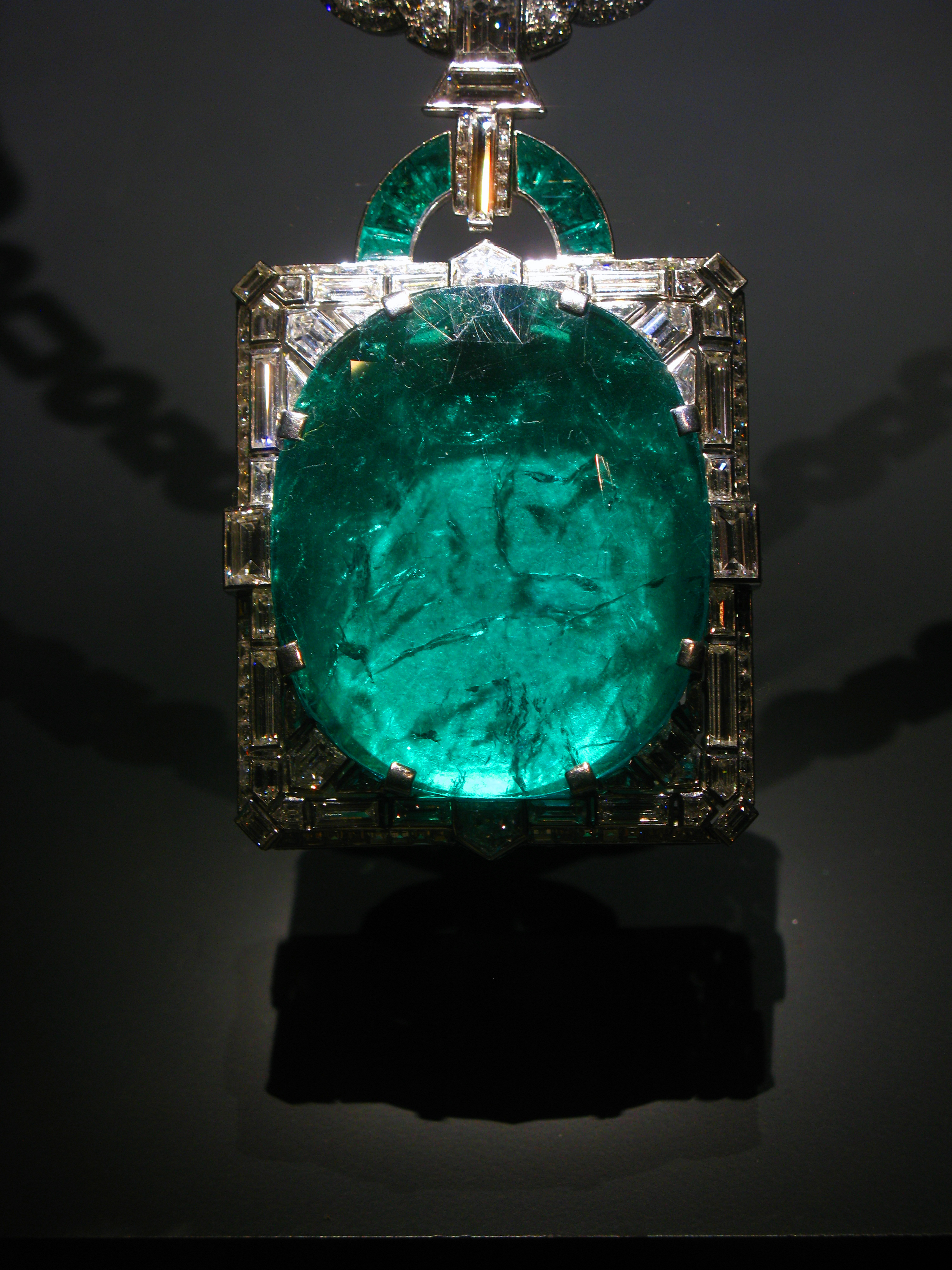
麥凱祖母綠項鍊

由於裂縫過多，祖母綠的最佳化處理主要便在處理裂縫這方面。
祖母綠的最有名的最佳化處理為浸油處理，若祖母綠的裂縫延伸至其表面，則會以某種特殊的油脂浸泡，使其裂縫因油浸入而較不明顯，這種處理大量地用在許多品質較差的祖母綠上。
有時甚至會在浸油處理之後，再將裂縫入口以特殊材料覆蓋，以避免油料漏出。